# Peio Goikoetxea
Peio Goikoetxea Goiogana (Ermua, 14 de febrero de 1992) es un ciclista español que fue profesional entre 2016 y 2023.

## Trayectoria
Destacó como amateur consiguiendo victorias como tres etapas en la Vuelta a Lérida, una etapa de la Vuelta a Portugal del Futuro, una etapa de la Vuelta a Segovia, y una etapa de la Vuelta a León. Debutó como profesional en 2016 con el equipo Manzana Postobón Team.
A mediados de abril de 2018 comenzó a sentirse mal en carreras como el Tour de Finisterre y el Tro Bro Leon. En agosto anunció su retirada del ciclismo porque debían extirparle el riñón izquierdo debido a una estenosis (estrechamiento de una arteria). Finalmente pudo volver a la competición en 2019 con el conjunto Fundación Euskadi.
Se retiró definitivamente al finalizar el año 2023 y pasó a ejercer de director deportivo en el Laboral Kutxa-Fundación Euskadi.

## Palmarés
- No consiguió ninguna victoria como profesional.